# Аксель Юліус Делагарді
Граф Аксель Юліус Делагарді (швед. Axel Julius De la Gardie;22 лютого 1637, Стокгольм — 18 травня 1710, Стокгольм) — шведський військовий і державний діяч, фельдмаршал-лейтенант.

## Біографія
Молодший син шведського полководця та політика Якоба Делагарді (1583—1652) і його дружини Ебби Браге (1596—1674). Його дід Понтус Делагарді (1520—1585) був французьким полководцем, який надійшов на шведську службу.
Аксель Юліус Делагарди швидко піднявся по кар'єрних сходах у шведській армії: в 1656 році став майором королівської лейб-гвардії, у вересні 1660 року призначений полковником Вестергетландського кавалерійського полку, в 1664 році став генерал-майором кавалерії і полковником королівської лейб-гвардії.
З 1674 року Делагарді — член шведського Ріксроду, рік потому став фельдмаршал-лейтенантом. У 1676 році призначений головнокомандуючим військами у Фінляндії і Інгерманландії, де його головним завданням стала організація оборони від потенційного російського нападу. В 1677 році він відповідав за оборону провінцій Емтланд і Бергслаген від Датсько-норвезької держави.

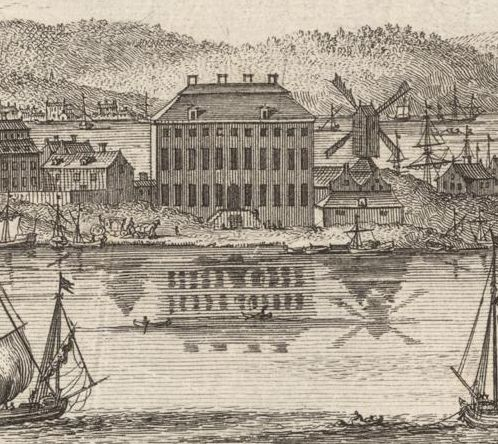
Будинок, який відновив і в якому жив Делагарді

З 1687 по 1704 рік Делагарді був генерал-губернатором Естляндії. На цій посаді він заохочував остзейське німецьке дворянство. Після початку Північної війни він керував обороною цієї провінції від російської армії Петра I. Після невдач у 1704 році був відкликаний до Швеції, зберігши своє місце в Ріксроді.

## Особисте життя
З 1664 року Аксель Юліус Делагарді був одружений з Софією Юліаною Форбус (1649—1701), дочкою шведського генерала і члена Ріксроду Арвіда Форбуса (1598—1665). У подружжя було троє синів:
- Адам Карл Делагарді (1664—1721)
- Магнус Юліус Делагарді (1668—1741)
- Понтус Фредрік Делагарді (1669—1717)